# Gle Monuruepado
Gle Monuruepado är en kulle i Indonesien.   Den ligger i provinsen Aceh, i den västra delen av landet, 1 800 km nordväst om huvudstaden Jakarta. Toppen på Gle Monuruepado är 171 meter över havet.
Terrängen runt Gle Monuruepado är kuperad åt nordost, men åt sydväst är den platt. Runt Gle Monuruepado är det tätbefolkat, med 257 invånare per kvadratkilometer. Närmaste större samhälle är Banda Aceh, 12,8 km väster om Gle Monuruepado. Omgivningarna runt Gle Monuruepado är en mosaik av jordbruksmark och naturlig växtlighet.